# Nesøybrua
Nesøybrua eller Nesøybroen är en bro mellan norra Nesøya i Oslofjorden och fastlandet. Sundet under bron heter Grønnsund och bron har en segelfri höjd på 17 meter.